# Потьомкинско стълбище
Вижте пояснителната страница за други значения на Потьомкин.
Потьомкинското стълбище е най-известният символ на Одеса, Украйна.
Замислено като параден вход в града откъм морето, стълбището става доминанта в архитектурата на Одеса. Нареждано е сред най-знаменитите стълбища в света.
Представлява булевардно стълбище, водещо от града към морето. Започва от горния Приморски булевард (недалеч от паметника на херцог Дьо Ришельо) и завършва до долната Приморска улица. След нея се разполага пътническият терминал на Одеското пристанище.

## Описание
Има 10 хоризонтални площадки. От първоначалните 200 стъпала са останали 192 заради повдигане на крайбрежната част, където е съоръжена улица на мястото на бившия Къпален бряг. Дълго е 142 метра, високо е 27 м. Изградено е перспективно: в най-ниската част стълбището е широко 21,6 метра, а в най-високата част – 13,4 м.
Стълбите са привлекателни за посетителите заради оптичните илюзии, които създават. При поглед отгоре остава впечатление за еднаква ширина по цялото протежение на стълбището, парапетите изглеждат успоредни и се виждат само площадките. При поглед отдолу стълбището изглежда по-дълго и по-широко, отколкото е в действителност, като се вижда само плътна каскада от стълби.

## История
Проектирано е през 1835 година от архитектите Франческо Бофо (Италия) и Аврам Мелников (Русия), построено е от инженерите Джон Ъптън и Григорий Морозов през 1837 – 1841 г.
До началото на XX век стълбището няма официално име, в един и същи период е наричано с различни имена. В миналото е познато със следните наименования:
- в XIX – началото на XX век: стълбище на Николаевския булевард, Гигантско, Ришельовско, Воронцовско стълбище;
- от 1919 до 1941 г.: стълбище на булевард „Фелдман“ или Приморско стълбище, после Потьомкинско стълбище;
- други наименования: Булевардно (до 1955), Пристанищно (Портово), Голямо стълбище.

Става известно в целия Съветски съюз и в чужбина с филма „Броненосецът „Потёмкин““ от 1925 година. По режисьорски замисъл заема централно място с потресаващата картина на полицейска стрелба по мирни жители на стълбището и спускащата се по стъпалата към морето детска количка с бебе.
Оттогава наименованието Потьомкинско стълбище придобива широко разпространение. Преди Втората световна война на стълбищния парапет е била монтирана табелка с надпис на украински език „Приморско стълбище. 1841 г. Арх. Ф. К. Боффо“.